# Anisocanthon strandi
Anisocanthon strandi är en skalbaggsart som beskrevs av Vladimir Balthasar 1939. Anisocanthon strandi ingår i släktet Anisocanthon och familjen bladhorningar. Inga underarter finns listade i Catalogue of Life.